# Siobhán Donaghy
Siobhán Emma Donaghy (Londres, 14 de junho de 1984) é uma cantora e compositora britânica. Em 1998, foi uma das co-fundadoras do girl group Sugababes. Saturada da elevada pressão midiática e da personalidade difícil da sua companheira de banda Keisha Buchanan, Siobhán saiu da banda quando estavam em turnê no Japão em 2001. Donaghy lançou seu primeiro álbum solo Revolution in Me, em 23 de setembro de 2003, que continha três singles. Donaghy lançou seu segundo álbum Ghosts em 25 de junho de 2007. Donaghy apareceu em uma versão remixada da peça Rent Remixed em 2007-2008 desempenhando o papel de Mimi. 
Em 20 de Julho de 2012, Donaghy e suas antigas companheiras de Sugababes, Buena e Buchanan confirmaram a sua reunião. O trio original não será capaz de lançar músicas sob o nome "Sugababes", O trio original não será capaz de lançar músicas sob o nome "Sugababes", como ele ainda estáva sendo usado no momento pelos atuais membros do banda. Elas em vez disso, vão lançar músicas sob o nome de nova banda, Mutya Keisha Siobhan.

## Biografia

### Revolution in Me(2003)
Após a sua saída do grupo Sugababes, Siobhan lançou o seu primeiro álbum a solo no ano de 2003 intitulado Revolution in Me. Embora aclamado pela crítica, o álbum teve uma passagem discreta nas paradas do Reino Unido, proporcionada apenas pelo single "Overrated".

### Ghosts(2007-2008)
Em 2007, lançou o seu segundo álbum chamado Ghosts na mesma altura que a ex-sugababe Mutya Buena apresentou o seu primeiro disco solo Real Girl.
Depois de lançado o álbum, Siobhán aceitou o desafio e entrou para a peça de teatro Rent. Devido à falta de sucesso do álbum Ghosts, Siobhan foi demitida da Parlophone Records em agosto de 2008 atrasando eventualmente os planos de lançar um novo álbum.

### Mutya Keisha Siobhan (2011-presente)
Em outubro de 2011, vários pontos de notícias informou que a formação original das Sugababes iria reformar.
Em julho de 2012, foi oficialmente confirmado que o grupo tinha reformado sob o nome de Mutya Keisha Siobhan e foram escrevendo músicas para um novo álbum na gravadora Polydor. O nome foi oficialmente registrado pela União Europeia em 27 de junho de 2012.

## Discografia
Com Sugababes
Álbuns de estúdio
- Revolution in Me (2003)
- Ghosts (2007)

## Teatro
| Ano       | Produção | Papel | Teatro                          |
| --------- | -------- | ----- | ------------------------------- |
| 2007-2008 | Rent     | Mimi  | Duke of York's Theatre, Londres |